# Amunicja izbowa

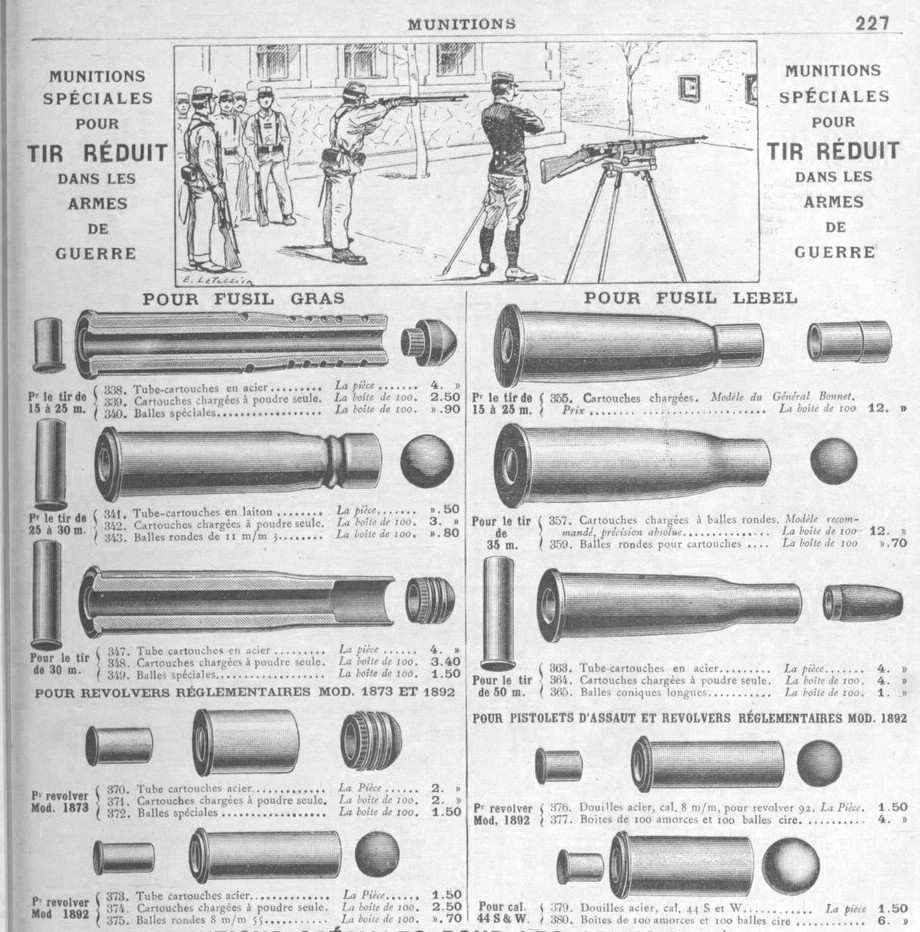
Francuski katalog przedstawiający amunicję izbową. Widoczne grubościenne łuski wielorazowego użytku (zob. przekroje), pociski i spłonki

Amunicja izbowa (amunicja śrutowa) – amunicja ćwiczebna o niewielkiej energii, wykorzystująca grubościenne łuski wielokrotnego użytku. Przeznaczona do strzelania na strzelnicach zamkniętych (izbach – stąd nazwa) na małe odległości.

## Charakterystyka
Nabój izbowy składał się z monoblokowej łuski wielokrotnego użytku z przewierconym osiowo kanałem, o wymiarach typowej łuski dla danego typu broni. Od góry nakładano specjalny pocisk z ołowiu; w gnieździe w części dennej umieszczano spłonkę zawierającą masę zapalającą wraz z ładunkiem miotającym. Po strzale zużytą spłonkę wybijano z dna łuski specjalnym wybijakiem, a łuskę czyszczono przed kolejnym użyciem.

## W Wojsku Polskim
W Wojsku Polskim stosowana w latach 1923–1936, następnie wycofana, gdyż wprowadzono na szeroką skalę małokalibrową broń strzelecką (karabinki sportowe polskiej produkcji). Wykorzystywano amunicję do karabinów francuskich i niemieckich (naboje 8 mm Lebel i 7,92 mm Mauser); brak potwierdzenia używania takich nabojów do broni austriackiej. Produkcję prowadziły Zakłady Amunicyjne „Pocisk”. Łuski (pakowane w papier po 10), spłonki (w puszkach po 100) i pociski (w paczkach kartonowych po 500) pakowane oddzielnie w skrzynie drewniane. 